# Маречаль, Леопольдо
Леопо́льдо Мареча́ль (исп. Leopoldo Marechal; 11 июня 1900 года, Буэнос-Айрес, Аргентина — 26 июня 1970 года, там же) — аргентинский поэт и прозаик.

## Начальный период
Родился в семье с испанскими и французскими корнями. Несмотря на материальную нужду, сумел получить образование и сам стал педагогом. Дебютировал в 1922 году сборником стихотворений «Орлята» (исп. Los Aguiluchos), выдержанном в авангардном духе. Две следующие книги Маречаля, «Оды мужчине и женщине» (исп. Odas para el hombre y la mujer; 1929) и «Кентавр» (исп. El centauro; 1940), знаменуют возврат к более традиционной манере стихосложения. Стихи Маречаля вошли в «Антологию аргентинской поэзии», составленную Борхесом, Бьоем Касаресом и Сильвиной Окампо (1941).

## Годы прозы
Вторая половина жизни Маречаля прошла под знаком прозы. В 1948 году он опубликовал своё наиболее известное произведение, роман «Адам Буэносайрес» (исп. Adán Buenosayres), начатый ещё в 1930 году в Париже. За вычетом восторженного отзыва Хулио Кортасара (см.: ), роман прошёл более или менее незамеченным: кроме того, что перед читателем — «роман с ключом» (среди его героев — видные фигуры культурной жизни тогдашней столицы, включая Борхеса), это ещё и сложная, нагруженная символическими и культурными смыслами проза, подобно «Улиссу» Джойса построенная на основе «Одиссеи» (а последняя, седьмая книга романа представляет собой пародию на «Божественную комедию» Данте). Два других романа Маречаля, «Пир Северо Арканхело» (исп. El banquete de Severo Arcángelo; 1965) и «Мегафон, или Война» (исп. Megafón, o la Guerra; 1970), не были опубликованы при жизни.

## Посмертная судьба
В 1965 году «Адам Буэносайрес» был переиздан, и началось постепенное признание Маречаля одним из наиболее значительных аргентинских романистов XX века.
Драмы Маречаля «Антигона Велес» и «Дон Хуан» стали основой опер Хуана Карлоса Сорси, которые были поставлены в столичном театре Колумб в 1991 и 1998 годах.

## Публикации на русском языке
- [Стихотворения]. Перевод Б. Дубина// Поэзия Аргентины. М.: Художественная литература, 1987, с.298-304